# Gino Lavagetto
Luigi „Gino“ Lavagetto (* 13. Juli 1938 in Rivarolo Ligure) ist ein italienischer Schauspieler.

## Leben
Lavagetto machte seine ersten Schauspielerfahrungen mit dem Ensemble La borsa d'arlecchino, mit dem er in zahlreichen Stücken zu sehen war, in der Hauptstadt Liguriens, wohin er bald aus den Vororten Genuas gegangen war. Auch nach Übersiedlung nach Rom fand er schnell Arbeit, vor allem im Theater und im Fernsehen, seltener, wenn auch regelmäßig, beim Film, für den er meist in zweiter oder dritter Reihe Charakterdarsteller blieb. Seine zahlreichen Fernseharbeiten dagegen umfassen Serienarbeiten wie für Ritorna il tenente Sheridan (1963) und Sheridan, squadra omicidi (1967, beide von Mario Landi), Qui squadra mobile (1973, von Anton Giulio Majano) oder Pronto emergenza (1977). Interessante Fernsehfilme mit Lavagettos Mitarbeit waren Giuseppe Verdi (1963, Mario Ferrero), L'ultima Bohème (1964, Silverio Blasi), Cromwell – Ritratto diun dittatore (1969, Vittorio Cottafavi) und zahlreiche Werke aus den 1970er und 1980er Jahren, u. a. von Marcello Baldi, Marco Leto und erneut Majano. Seit dem Jahr 2000 konzentriert er sich auf seine Bildschirmauftritte. Sehr gelegentlich ist er auch als Synchronsprecher aktiv.
1989 trat er mit seiner damaligen Lebensgefährtin Laura Efrikian mit großem Erfolg in der Radiokomödie La famiglia Birillo auf. Der in seinen Rollen wählerische Schauspieler lebt in der Nähe von Sassari und bevorzugt Drehorte in dessen Nähe. Er war mit der Schauspielerin Miranda Martino verheiratet, mit dem er einen Sohn Fiodor hat. Eine weitere Ehe mit Livia Giampaolo dauert an.

## Filmografie (Auswahl)
- 1963: I terribili sette
- 1969: Dillinger ist tot (Dillinger è morto)
- 1971: Arriva Durango… paga o muori
- 2006: Don Matteo (Fernsehserie, eine Folge)